# الغواصة الألمانية يو-35 (أس185)
يو-35 (أس185) غواصة من فئة 212إيه تابعة للبحرية الألمانية. هي الغواصة الخامسة من نفس الفئة التي تدخل الخدمة.
وضعت في أغسطس 2007 من قبل أتش دي دبليو ، كيل، التي تم إطلاقها في نوفمبر 2011 وتم تشغيلها في 23 مارس 2015.  تحت رعاية مدينة تسفايبروكن، في راينلاند بالاتينات.